# 나카무라 신야
나카무라 신야(일본어: 仲邑信也, なかむら しんや, 1973년 4월 10일 ~ )는 일본의 바둑 기사로 일본기원 관서 총본부 소속이다. 딸은 나카무라 스미레다.

## 생애 및 입문
1991년에 입단해 초단으로 시작해서 같은해 2단, 1992년 3단, 1993년 4단, 1994년 5단, 1996년 6단, 1998년 7단, 2001년 8단으로 승단했다. 2012년에 입단 11년 만에 입신(入神, 9단)에 올랐다.

## 성적
- 1996년 제21기 신인왕전 준우승
- 1998년 제13기 NEC 전영 바둑 토너먼트 우승
- 2000년 제48기 왕좌전 본선 진출
- 2006년 제54기 일본 왕좌전(王座戦) 본선 진출
- 2007年 제20회 후지쯔배 세계 바둑 선수권 대회 일본 대표

## 가족 관계
- 아내: 나카무라 미유키(仲邑 幸): 아마추어 바둑 기사
- 딸: 나카무라 스미레(仲邑 菫): 2019년 4월 1일 최연소 프로 바둑 기사 데뷔